# Lingua celtiberica
La lingua celtiberica o celtiberico (detto anche Ispano-celtico) è una lingua celtica estinta parlata dai Celtiberi, nella penisola iberica centrale, prima e durante i primi secoli della dominazione romana. Molto poco rimane del celtiberico, che è attestato in alcuni toponimi pre-romani nella penisola iberica che sopravvissero abbastanza per essere registrati nei documenti, nelle formule usate per i nomi personali (e che ci danno qualche indizio sulla grammatica) e in alcune iscrizioni su placche di bronzo e di piombo, redatte nella scrittura iberica, profondamente influenzata da quella fenicia e greca.

## Caratteristiche
Ciò che è rimasto è sufficiente per capire che il celtiberico era una lingua celtica Q (come il goidelico) e non P come il gallico (Mallory 1989, p. 106) e che era portatore di alcuni tratti arcaici e termini non riscontrabili in altre parlate celtiche (come silabur "moneta, argento", affine all'inglese silver, di cui l'etimologia rimane sconosciuta e probabilmente spiegabile come Wanderwort). Dato che anche il brittonico è una lingua P ma più affine al goidelico che al gallico, ne consegue che la divisione P/Q è parafiletica: il cambiamento da kʷ a p avvenne nel brittonico e nel gallico in un momento in cui essi erano già lingue separate, piuttosto che costituire una divisione che segna un ramo separato dell'albero genealogico delle lingue celtiche (perciò denota un mutamento fonologico indipendente e atto a far prevalere il tratto labiale a discapito di quello velare del nesso labiovelare indoeuropeo). Un cambio dal PIE *kʷ (circa pronunciato come il nesso qu di quale) a p avvenne anche in alcune lingue italiche e greche: basti confrontare l'osco pis, pid ("chi, cosa?") con il latino quis, quid e il greco attico ἵππος (híppos) col miceneo 𐀂𐀦 (i-qo, entrambi "cavallo"). Celtiberico e gallico sono solitamente raggruppati insieme come lingue celtiche continentali, ma anche questo raggruppamento è parafiletico: nessuna evidenza suggerisce che queste due lingue condividano innovazioni comuni separatamente dal celtico insulare, dunque rimane un raggruppamento di significato puramente geografico e diatopico.

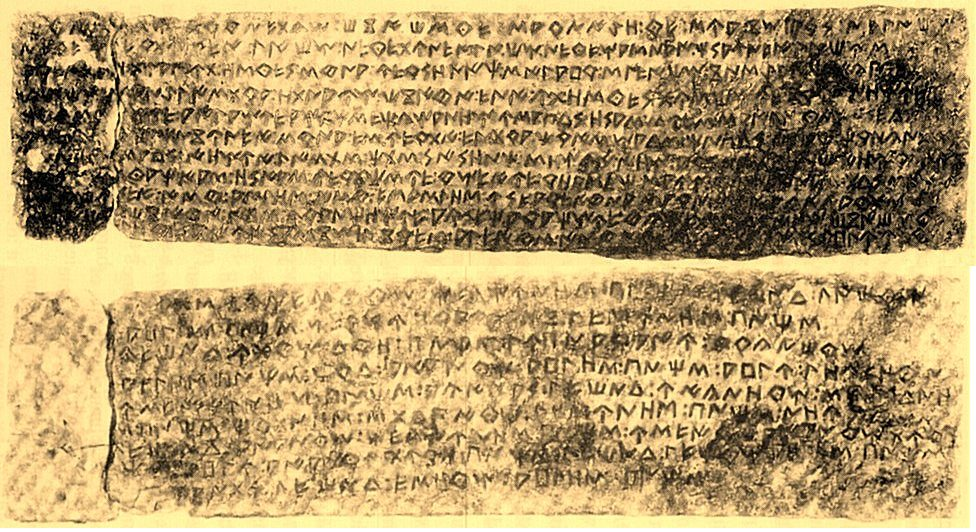
Fotografia di Botorrita 1 (entrambi i lati)

Le più lunghe iscrizioni celtiberiche rimaste sono quelle sulle tre placche di Botorrita, placche bronzee provenienti da Botorrita, nei pressi di Saragozza, risalenti al I secolo a.C., chiamate Botorrita I, III e IV (la Botorrita II è in latino). Tali placche presentano la particolarità di essere redatte in alfabeto iberico. In effetti, a partire dal IV secolo a.C. circa, e ancor più nel secolo successivo, tale sistema di scrittura venne utilizzato per esprimere graficamente il celtiberico.
Il celtiberico esibisce un pronome relativo pienamente flesso i̯os, non conservato in altri dialetti celtici, e le particelle kue "e", nekue "né", ve "o" (cfr. lat. -que, neque, vel). Allo stesso modo del gallese, c'è una s- congiuntiva, come in gabiseti "che egli prenda/egli prenderà" (antico irlandese gabid), (ɸ)robiseti "che egli fenda/egli fenderà", auseti, da confrontare con l'umbro ferest "egli farà", dove il futuro sigmatico, presente anche in greco, è un'evoluzione dal desiderativo PIE espresso con *s.
Filogeneticamente, in alcune classificazioni anche lusitano e tartessico sono considerati affini al celtiberico, ma la questione è controversa.